# دستگرد (ساسانیان)
دستگرد (به انگلیسی: dastgard) ساسانیان در واقع پایخت دوّم یا تابستانی قسمتی از پادشاهان ساسانی بود چون پایتخت اصلی ایشان همان شهر تاریخی تیسفون (مدائن) در کنار رود دجله قرار داشت ولی دست ممکن است دستگرد پایتخت آیینی و فرهنگی بوده باشد زیرا که دستگرد در کنار آتشکده آذرگشنسب مرّوج آیین مزدیسنا قرار داشت.

نقشه آسورستان و موقعیت دستگرد

## کاخ دستگرد

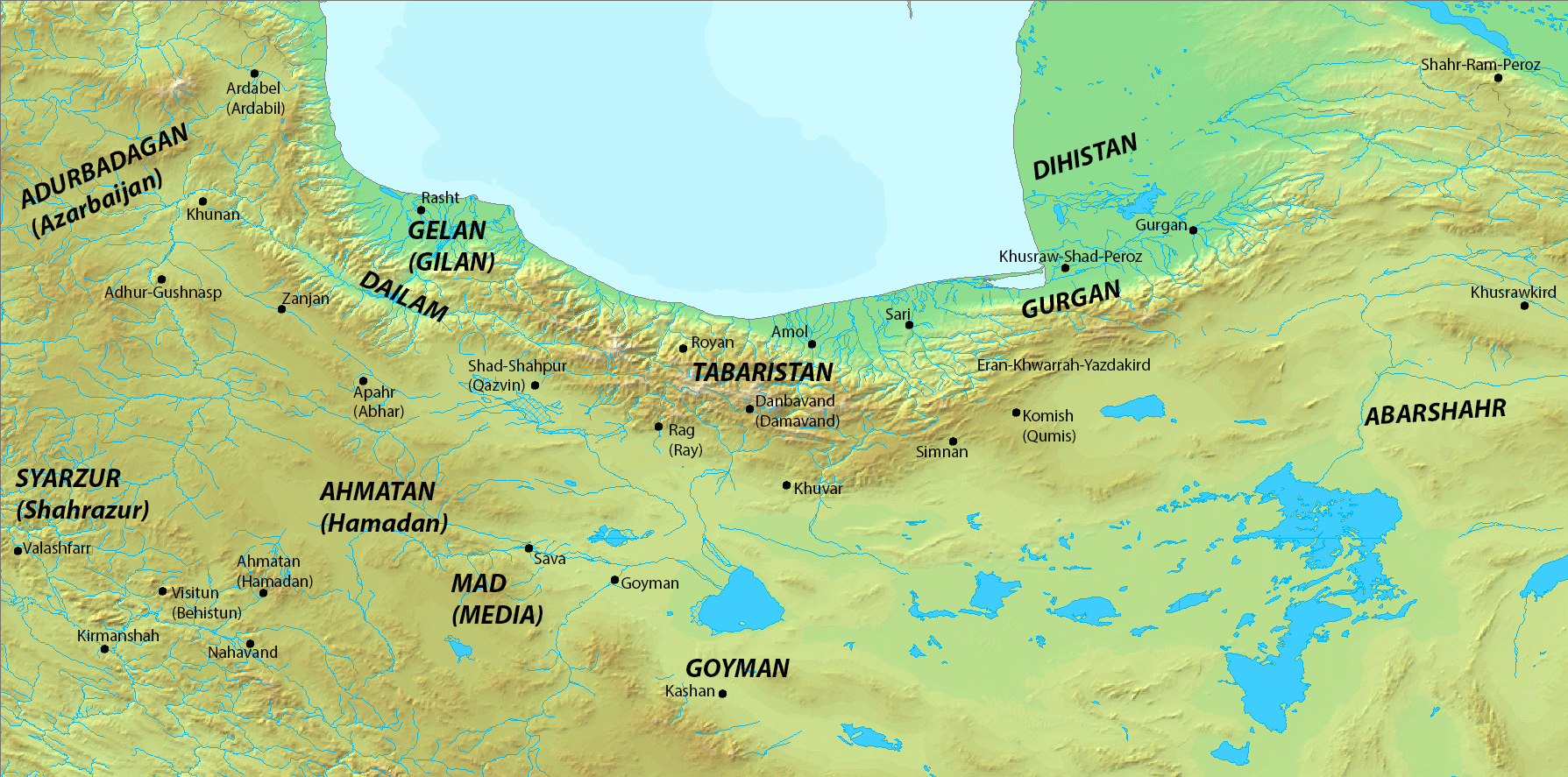
موقعیت آتشکده آذرگشنسب

غیب‌گویان به خسروپرویز گفته بودند که اقامت در تیسفون بر او نامبارک خواهذ بود. از سال ۶۰۴ میلادی تا زمانی که هراکلیوس بر او تاخت به تیسفون نرفت. اقامتگاه مطبوع او قلعه دستگر یا دستگرد خسرو بود، که نویسندگان عرب او را الدسکره یا دسکرةالملک می‌خوانده‌اند. این محل در کنار شاهراه نظامیی بود که از بغداد به همدان می‌رفت و در مسافت ۱۰۷ کیلومتر از تیسفون به طرف شمال‌شرقی نزدیک شهر قدیم آرتمیته Artamita قرار داشت.
هرتسفلد عقیده بعضی از ناریخ‌نگاران عرب را که بنای این شهر را به هرمز یکم نسبت داده‌اند، رد کرده‌است. بسیار ممکن است که شهر و کاخ دستگرد پیش از خسروپرویز هم وجود داشته ولی مسلماً از زمان انوشیروان به بعد پادشاهان ساسانی توقف در عراق را بر سایز نقاط ترجیح داده و مخصوصا در ناحیه بین تیسفون و حلوان مقام کرده‌اند. هرتسفلد شرحی در وصف ویرانه‌های دستگرد که امروز موسوم به زندان است، می‌نویسد: 
در زمان جغرافی‌نگار عرب  حصار آجری دستگرد سالم بوده، ولی امروز جز یک قطعه از این دیوار برجای نیست، دوازده برج سالم و چهار برج خراب در آنجا دیده می‌شود.

## عاقبت دستگرد
هراکلیوس وقتی موفق شد از پیشروی ایرانیان جلوگیری کند افواج خسروپرویز را باز پس راند آسیای صغیر و ارمنستان را فتح کرد و به آذربایجان رسید. در سال ۶۲۳ یا ۶۲۴ میلادی شهر گنزک را تسخیر کرد، و آتشکده آذرگشنسب را ویران کرد. خسروپرویز در موقع فرار از این شهر یعنی دستگرد ساسانی آتش مقدس را به خود برده بود. در سال‌های بعد قوم خزر از نژاد ترک، که در ظرف نیمه اخیر قرن ششم میلادی در قفقاز مسکن گزیده بودند، دربند را به چنگ آورده با قیصر روم عقد مودت بستند. قیصر در این وقت لشکری به میان‌رودان ناحیه دجله کشید و در سال ۶۲۸ کاخ سلطنتی دستگرد را به تصرف درآورد و مهیای محاصره تیسفون شد. خسروپرویز تیسفون را ترک کرده خود را به مأمنی امن کشید و چیزی نگذشت که در اثنای شورشی بدرود حیات گفت.